# Liste der Monuments historiques in Celles-sur-Ource
Die Liste der Monuments historiques in Celles-sur-Ource führt die Monuments historiques in der französischen Gemeinde Celles-sur-Ource auf.

## Liste der Objekte
| Bezeichnung              | Beschreibung                                                  | Standort                                 | Kennzeichnung | Schutzstatus | Datum | Bild |
| ------------------------ | ------------------------------------------------------------- | ---------------------------------------- | ------------- | ------------ | ----- | ---- |
| Kirchenfenster           | neu gefasste Fragmente aus dem 16. Jahrhundert (im Bild oben) | in der Kirche Ste-Marie-Madeleine (Lage) | PM10000383    | Classé       | 1913  |      |
| Skulptur Maria Magdalena | Kalkstein, farbig gefasst, 17. Jahrhundert                    | in der Kirche Ste-Marie-Madeleine (Lage) | PM10004157    | Inscrit      | 1974  |      |